# Josep Lluís Fernández i Padró
Josep Lluís Fernández i Padró (Barcelona, 1940) és un sacerdot i bomber català. Llicenciat en filosofia pontifícia a Roma, ha estat cofundador del Cos Provincial de Bombers Voluntaris de Barcelona en 1960 i de l'Associació de Bombers Voluntaris de Catalunya (ASBOVOCA) en 1993. Com a bomber va participar en les tasques de rescat durant les greus inundacions al Vallès de 1962, o en les nevades de Nadal del mateix any a Barcelona. Ha rebut la medalla d'or per 35 anys al cos de Bombers de la Generalitat de Catalunya.
Com a sacerdot ha estat rector de la comunitat de Sant Isidor de Barcelona i de la comunitat de Sant Josep Oriol de Santa Coloma de Gramenet. També ha estat missioner al Camerun entre el 1971 i el 1986. El 2007 li fou atorgada la Creu de Sant Jordi revocada el 7 de desembre del 2021 després que el Tribunal Eclesiàstic de Barcelona trobés indicis d'un possible delicte d'abusos sexuals a un menor comesos fa 40 anys.